# Ludwig – Requiem für einen jungfräulichen König
Ludwig – Requiem für einen jungfräulichen König ist ein zweiteiliger, deutscher Spielfilm aus dem Jahre 1972 von Hans-Jürgen Syberberg mit Harry Baer in der Titelrolle.

## Handlung
In bildhaft-starker Stilisierung und zugleich eingerahmt von wagnerianischem Bombast erzählt Syberberg die tragischen Lebensgeschichte des mythenumrankten, bayerischen „Märchenkönigs“ Ludwig II. nach, eingebettet in assoziative Szenen späterer deutscher Geschichte mit zwei ihrer unheilvollsten Repräsentanten (Adolf Hitler, Ernst Röhm).
Bayerische Volkstänze werden vorgeführt, und drei Nornen stellen den jungen Ludwig als einen von Lola Montez, der zeitweiligen Geliebten Ludwig I., verfluchten Monarchen da, mit dem das Königreich Bayern eines Tages untergehen werde. Ludwig II. gibt sich ganz der Ästhetik und Kunst hin, Politik, zumal Machtpolitik, ist ihm zuwider. Seine Liebe gehört vollkommen seiner Vorstellung von Schönheit, die er im hemmungslosen Schlösserbau und der ebenso bedingungslosen Verehrung der Musik Richard Wagners auslebt. Er verhehlt nicht seine Homosexualität und opponiert gegen die Moderne in Gestalt von Industrialisierung und Modernisierung. Den Bezug zur Wirklichkeit beginnt er ebenso nach und nach zu verlieren wie seinen Kontakt zur Bevölkerung.
Dem großen preußischen Antipoden in Berlin, Otto von Bismarck, der das Bayern des frankophilien Monarchen 1870 unbedingt in den geplanten Krieg gegen Frankreich hineinziehen will, weiß der feinsinnige Ludwig nichts entgegenzusetzen. Obwohl auf der Siegerseite stehend, verliert Bayern nach dem gewonnenen Deutsch-Französischen Krieg mit Gründung des Deutschen Reichs, dessen Teil das Land geworden ist, an Bedeutung. Ludwigs Exzentrik nimmt immer stärker zu, und bald sieht er sich mächtigen Gegnern gegenüber, die seine Weltabgewandtheit nicht mehr tolerieren und seine Verschwendungssucht nicht mehr unterstützen wollen.
Eine Schwester im Geiste sieht Ludwig schließlich nur noch in seiner Cousine Elisabeth von Bayern, die als Kaiserin „Sissi“ von Österreich bald, wie er auch, unsterblich werden wird. Die bayerischen Minister wagen den Aufstand gegen den Monarchen, angeführt von Onkel Luitpold, der daraufhin die Regentschaft übernimmt. Ludwig II. findet angeblich den Tod im Starnberger See. In Syberbergs Inszenierung steht er jodelnd unter einer Guillotine, umgeben von Motorradfahrern. In seiner letzten Vision nehmen amerikanische Touristen der Moderne Besitz von seinen Märchenschlössern.

## Produktionsnotizen
Der in einer rekordverdächtigen Zeit von nur elf Tagen für nur 300.000 DM produzierte, nahezu zweieinhalbstündige Film Ludwig – Requiem für einen jungfräulichen König erlebte – höchst ungewöhnlich – seine Premiere am 23. Juni 1972 sowohl im Kino (in München) als auch im Fernsehen (im ZDF um 22 Uhr 50).
Der erste Teil hieß Der Fluch, der zweite Teil Ich war einmal.
Barbara Baum entwarf die Kostüme, Theo Nischwitz zeichnete für die Spezialeffekte verantwortlich.
Der Film ist der erste von Syberbergs so genannter Deutschland-Trilogie, die er 1974 mit Karl May fortsetzte und 1976/77 mit Hitler, ein Film aus Deutschland abschloss.

## Auszeichnungen
- Hans-Jürgen Syberberg erhielt das Filmband in Gold für das beste Drehbuch
- Filmband in Gold für den besten abendfüllenden Spielfilm
- Spezialpreis der Jury auf dem Filmfestival von Valladolid (1974) für Syberberg

## Kritiken
„Richard Wagner, der Sybarit aus Sachsen, wäre ohne Ludwigs Ticks und Börse nicht weit gekommen. Ludwig trieb die Wagnerei auf die Spitze: Sein Schloßbaufieber entzündete sich an den Germanen-Opern. ganze Trakte von Neuschwanstein wurden Wagner-Bühnenbildern nachgebaut. Just diese Marotte hat Ludwig-Filmer Hans-Jürgen Syberberg für sein Lichtspiel genutzt: Er läßt den König (Hary Bär) in Wagner-Kulissen und zu Wagner-Musik leiden; Wagner selbst tritt in zwiefacher Gestalt auf – als bleiche Frau und als schlimmer Gnom. Syberberg will, mit ‚phantastischem Realismus‘, auch den ‚Geist der Ludwig-Zeit erfassen‘. So wird Karl May auftreten, der ja Ludwig im Roman (‚Der Wurzelsepp‘) beschrieben hat, sowie die einst aus München verjagte Lola Montez, die einst dem Großvater des Märchenkönigs, Ludwig I., als Mätresse liebgewesen war. Als Norne und ‚aus Rache auf Bayern‘ (Syberberg) soll sie, zu Beginn, den jüngeren Ludwig verfluchen.“

„Separatvorstellung für jene Liebhaber anspielungsreicher Legenden geboten, denen es nicht anders erging als vor neunzig Jahren dem Titelhelden selbst. (…) All die Anspielungen, geheimen Verweise, verdeckten Zitate, Übereinstimmungen und Inkongruenzen, die der Entschlüsselung harrten! Das Glück der Wiederentdeckung: Man hatte die Märchengrotte gesehen, den Sängersaal von Neuschwanstein erkannt, die Lohengrin-Allusionen enträtselt. Doch, auf der anderen Seite, wieviel Beschämung! Die Wagnersche Musik nicht erraten, als König Ludwig von seinen Masturbationszwängen sprach! Die Identität von Winnetou und Joseph Kainz ... glattweg verfehlt! Wilhelm Bauer, den, wie schließlich jedermann wissen sollte, allgemein verkannten Erfinder des Unterseebootes, für eine Syberbergsche Erfindung gehalten! Um auf zwei Ebenen agieren und sowohl die Kenner in der Separatvorstellung als auch das fröhliche Parterre belustigen und erbauen zu können, war dieser Ludwig zu einschichtig, nur schwul, dekadent, sentimental, einsam und zynisch ... das Artifizielle, Technisch-Verwegene, das dem künstlichen Paradies erst seinen alptraumhaften Aberwitz gibt, kam nicht zum Vorschein: Warmluftheizung in der Venusgrotte, Dynamomaschinen am Hörselberg; Wagners Schwäne und Siemens’sche Elektrizität! Die Denunziation eines Feudalherrn, der sich, scheinbar antikapitalistisch gesinnt, der Segnungen der Schwerindustrie bedient, um seine papierenen Träume träumen zu können, hätte, bei Wagnerscher Musik, jene Verschwisterung von Dandytum und Brutalität sichtbar machen können, die Ludwig nicht nur seinen deutschen Erben vermacht hat ... Ludwig, der Gegen-Jesus und bayerische Jodler.“

„Parallel zu Visconti arbeitete 1972 auch der 37-jährige Syberberg an einem Film über den Bayern-König. Statt eines 12-Millionen-Etats standen ihm nur 300.000 Mark zur Verfügung. Aus der Not des Mangels machte er die Tugend radikaler szenischer Stilisierung. Sein Ludwig spielt in Kulissen, die an Jahrmarktspanoramen, an die Fantasiewelten des Filmpioniers Georges Méliès und natürlich an die prätentiöse Selbstinszenierung Bayreuths erinnern. Über allem schwebt der artifizielle Geist Wagners. Der Komponist wird gleichzeitig von einem Zwerg und einer Frau verkörpert. „Sissi“, die geliebte Schwester des dem Wahnsinn verfallenden Regenten, hat gar nichts mehr von der Drolligkeit ihrer durch Romy Schneider geprägten Ikonografie. Hitler erlebt in einer „Vorblende“ seinen grotesken Auftritt. Und zuletzt wird der sterbende Wittelsbacher von der Vision amerikanischer Touristen heimgesucht, die begeistert seine Märchenschlösser in Besitz nehmen. Hans Jürgen Syberberg hat hier erstmals jene Stilelemente formuliert, die ihn fünf Jahre später mit dem monströsen Hitler-Projekt weltberühmt machen sollten: „Eine Welt der Kultur und der germanischen Mythen, die sich wie eine Obsession ausbreitet, eine fortwährende Schöpfung, die Vergangenheit und Gegenwart vermengt, mit der Chronologie bricht, die deutsche Romantik und Freud und Brecht gegeneinander hält.““

„Fantasievoller und intelligenter Film über Aura, Gestalt und tragisches Schicksal des Bayernkönigs. Im Spiegel einer künstlichen, bombastisch inszenierten Scheinwelt, mit Wagnerschen Kompositionen, glossierenden und satirischen Zeitbezügen, werden Figur und Volkstümlichkeit - gelegentlich am guten Geschmack vorbei – entmythologisiert. Interessant, aber auch überladen bis zur Ermüdung des Zuschauers.“

„Für Syberberg ist Ludwig und seine Umwelt Legende geworden. Legende eines Lebens, die sich in vielen Stationen einer einzigen Nacht darzustellen scheint, die sich in vielen Stationen einer einzigen Nacht darzustellen scheint, denn Ludwig lebte nur nachts. Zeitgenössische Berichte, Ludwigs eigene Niederschriften, Originalfotos, Entwürfe für eine Vielzahl von Schlössern und die Bühnenbilder der von Ludwig geförderten Opern Wagners fügen sich zu Traumstationen einer Götterdämmerung, die für sich Authentizität beanspruchen und sich gleichwohl mit Szenen aus Karl Mays Ludwig-Roman und Wagners szenischen Einfällen decken. Warum Ludwig zum Objekt mythologischer Volkssehnsucht geworden ist, zum großen Jäger, Verbrecher, Märchenkönig und Erlöser, warum heute noch - und gerade heute - dem der sein ganzes Leben versuchte, den Menschen zu entkommen, jenes Charisma heiliger Könige zugesprochen wird, stellt dieser Film in legendenhaften Szenen dar: Trauer kommt auf, ja Ehrfurcht vor diesem absoluten Individualisten, der an der Schwelle des Industriezeitalters als lebender Anachronismus scheitern musste, eine merkwürdige Zuneigung und Liebe zu einem Menschen mit dem in Deutschland seltenen Charme einer Traumfigur.“